# 国民統一党 (チェコスロバキア)
国民統一党（こくみんとういつとう、Strana národní jednoty）は、1938年から1939年までチェコスロバキアに存在したファシズム政党。党首はルドルフ・ベラン。
1938年のミュンヘン会談後、第一共和国が崩壊したことを受けて、チェコスロバキアの政治制度は議会制民主主義から権威主義体制へと移行した（第二共和国の成立）。1938年11月12日、農業党、人民党、国民統一、国民社会党など主要政党の大半が合流して作られた。第二共和国は、国民統一党による実質的な一党支配体制となった。
1939年3月、ナチス・ドイツによるチェコスロバキア解体およびベーメン・メーレン保護領の成立によって、解散した。

## 注
1. ↑  1934年、国民民主党や国民連盟が結成した政党。
2. ↑  社会民主党と国民社会党の一部は、国民労働党を結成した。